# Hempas bar
Hempas bar (finska Hempan baari) är en svensk långfilm från 1977 i regi av Lars G. Thelestam. Filmen var tillåten från elva år.

## Rollista
- Krister Hell - Kille
- Jan Nielsen - Helge, hans bror
- Ann-Marie Gyllenspetz - Gunnel, deras mor
- Carl-Axel Heiknert - Erik, deras far
- Harriet Andersson	- Sonja
- Mats Lindström - Råttan
- Berto Marklund - Hempa
- Tina Westin - Anki
- Li Brådhe - Birgitta
- Rolf Sohlman - Freddy
- Rolf Skoglund - scoutledare
- Per-Olof Albrektsson - polis
- Mats Perlstam - polis
- Lotta Liedfeldt - Harriet
- Dan Nerenius - Lajos
- Pierre Stahre - en mc-kille
- Brit Eklund - Råttans morsa
- Lasse Lundgren - Birgittas fästman
- Jan Ahlgren
- Rune Jansson

## Priser och utmärkelser
- 1978 – Svenska Filminstitutets kvalitetsbidrag (154 141 svenska kronor)